# Ricardo Paseyro
Ricardo Paseyro (Mercedes, 1925 - París, 5 de febrer de 2009) va ser un escriptor, poeta i diplomàtic francouruguaià.

## Biografia
Com a diplomàtic, va ser l'ambaixador de l'Uruguai a França durant quinze anys.
El 1974, després del cop d'estat del llavors president Juan María Bordaberry Arocena, Ricardo Paseyro és destituït pels militars. Immediatament després, obté la nacionalitat francesa i decideix traslladar-se a París.
Col·labora amb Le Figaro i les revistes La Parisienne, Les lettres françaises, L'Aurore, i és cap de redacció de Contrepoint (revista cofundada amb Patrick Devedjian). Tot i així, Ricardo Paseyro s'expressava millor en castellà que no pas en francès.
Va ser seguidor del seu compatriota Jules Supervielle, a qui li va dedicar una biografia. També va ser amic del periodista Jean Ferré, i va participar en algunes emissions de Ràdio Courtoisie.

## Obres
- Le Mythe Neruda, assaig, Edicions de L'Herne, 1971
- Taïwan clé du Pacifique: Vues sur la Chine nationaliste, Presses universitaires de France, 1986, reimprès el 1998 ISBN 2-13-039773-5
- Éloge de l'analphabétisme, à l'usage des faux lettrés, Robert Laffont, 1984 ISBN 2-221-05727-9
- Poésies/Poesías: choix de poèmes (1950-1980), Edicions Le Temps qu’il fait, 1998 ISBN 2-86853-137-7
- L'Espagne sur le fil, Robert Laffont, 1976 ISBN 2-221-03423-6
- Jules Supervielle, le forçat volontaire, Edicions Le Rocher, 1989 ISBN 978-2-268-00591-1
- Dans la Haute mer de l'air, et Mortel amour de la bataille, traducció del castellà (Uruguai) per Yves Roullière, Edicions de Corlevour, 2003 ISBN 2-9518605-5-2
- L'âme divisée, traducció del castellà (Uruguai) per Yves Roullière, Edicions de Corlevour, 2003 ISBN 2-9518605-6-0
- Toutes les circonstances sont aggravantes: Mémoires politiques et littéraires, Edicions Le Rocher, 2007 ISBN 978-2-268-06233-4